# Жорже Колазу
Жорже Колазу (порт. Jorge Colaço; 1868, Танжер, Марокко — 1942, Оейраш, Португалія) — португальський живописець, відомий своїми творами як художник по кахлю (азулєжу). 
Жорже Колазу народився у Танжері, Марокко, син португальського дипломата.  Він вивчав мистецтво у Лісабоні, Мадриді та Парижі . 
Незважаючи на те, що Колазу був живописцем і карикатуристом, він спеціалізувався на дизайні та живописі панелей азулєжу для оздоблення великих поверхонь. Його роботи пізнього Романтизму відображали досягнення Португальської історії. Поряд з історичною тематикою, він також створював етнографічні та пейзажні сцени. 
Серед його найважливіших робіт — азулєжу в Палаці Готель ду Бузаку (1907); Залізнична станція Сау Бенту в Порту (1905–1916); Спортивний павільйон в Парку Едуарду VII (Лісабон) (1922); фасад Церкви Святого Ільдефонсу в Порто (1932). Колазу також працював у Бразилії, Англії (Віндзорський замок), Женеві (Центр Вільяма Реппарда  ) та в інших країнах.   

## Галерея

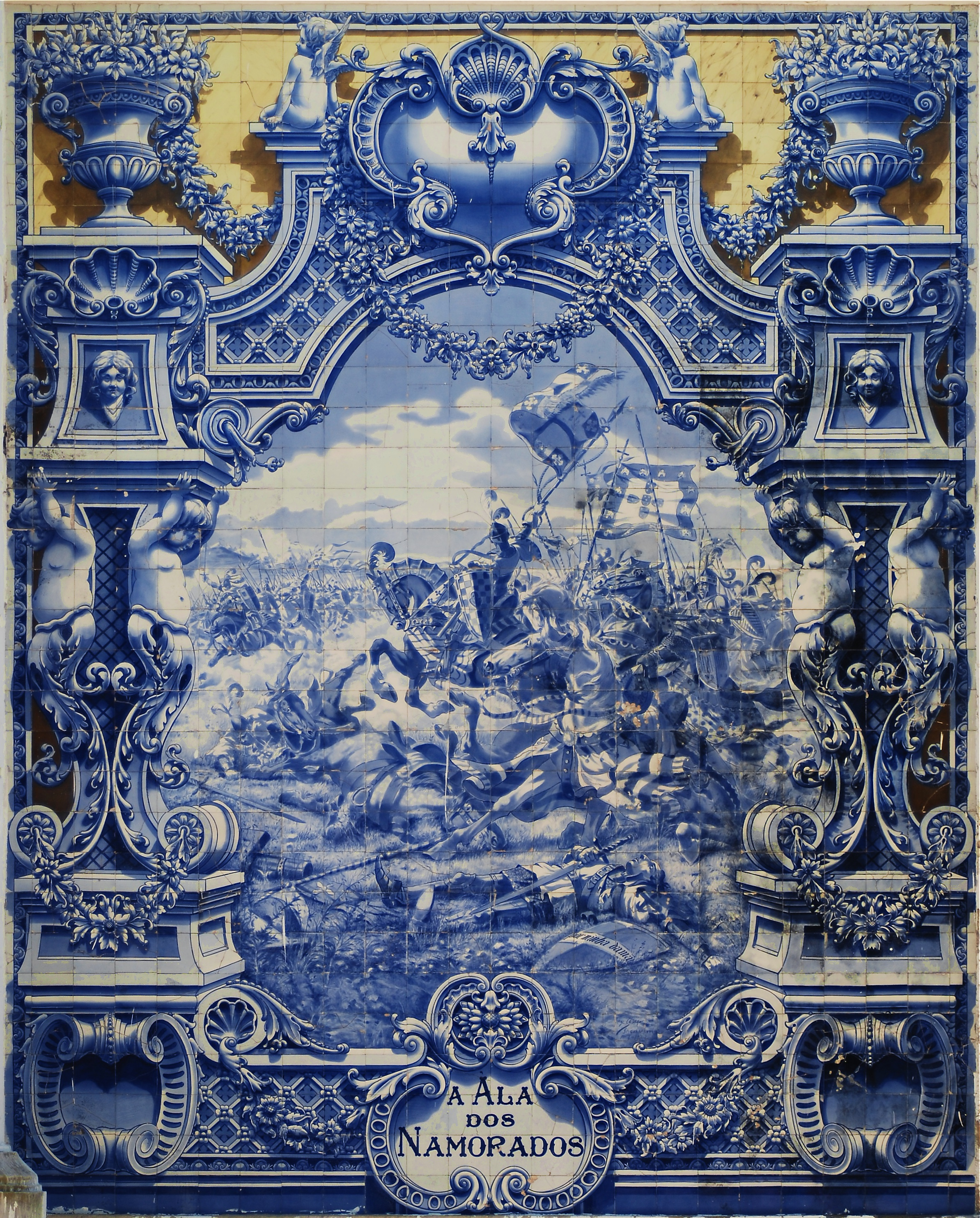
Спортивний павільйон в Парку Едуарду VII (Лісабон) (1922)
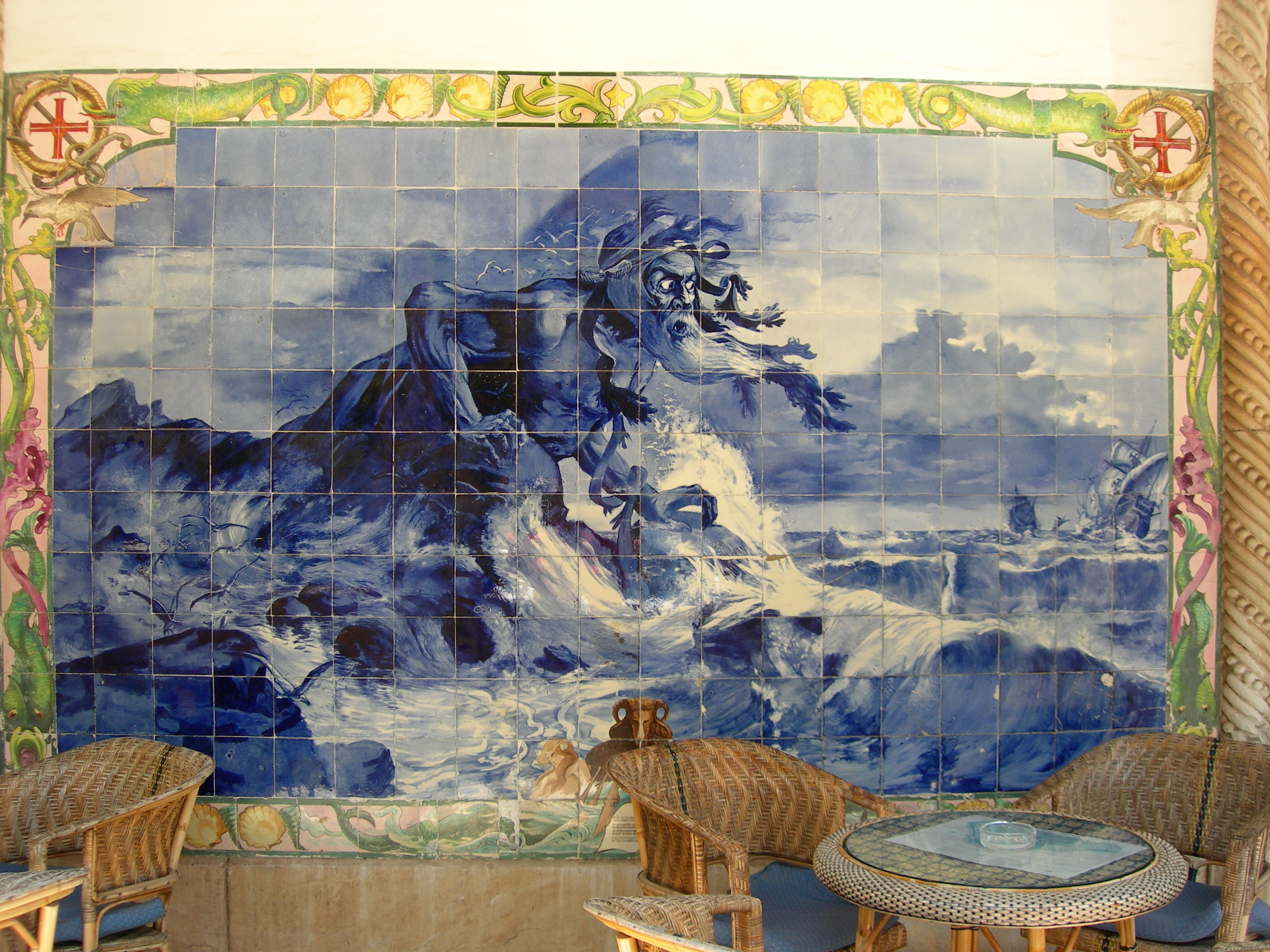
Азулєжу в Палаці Готель ду Бузаку
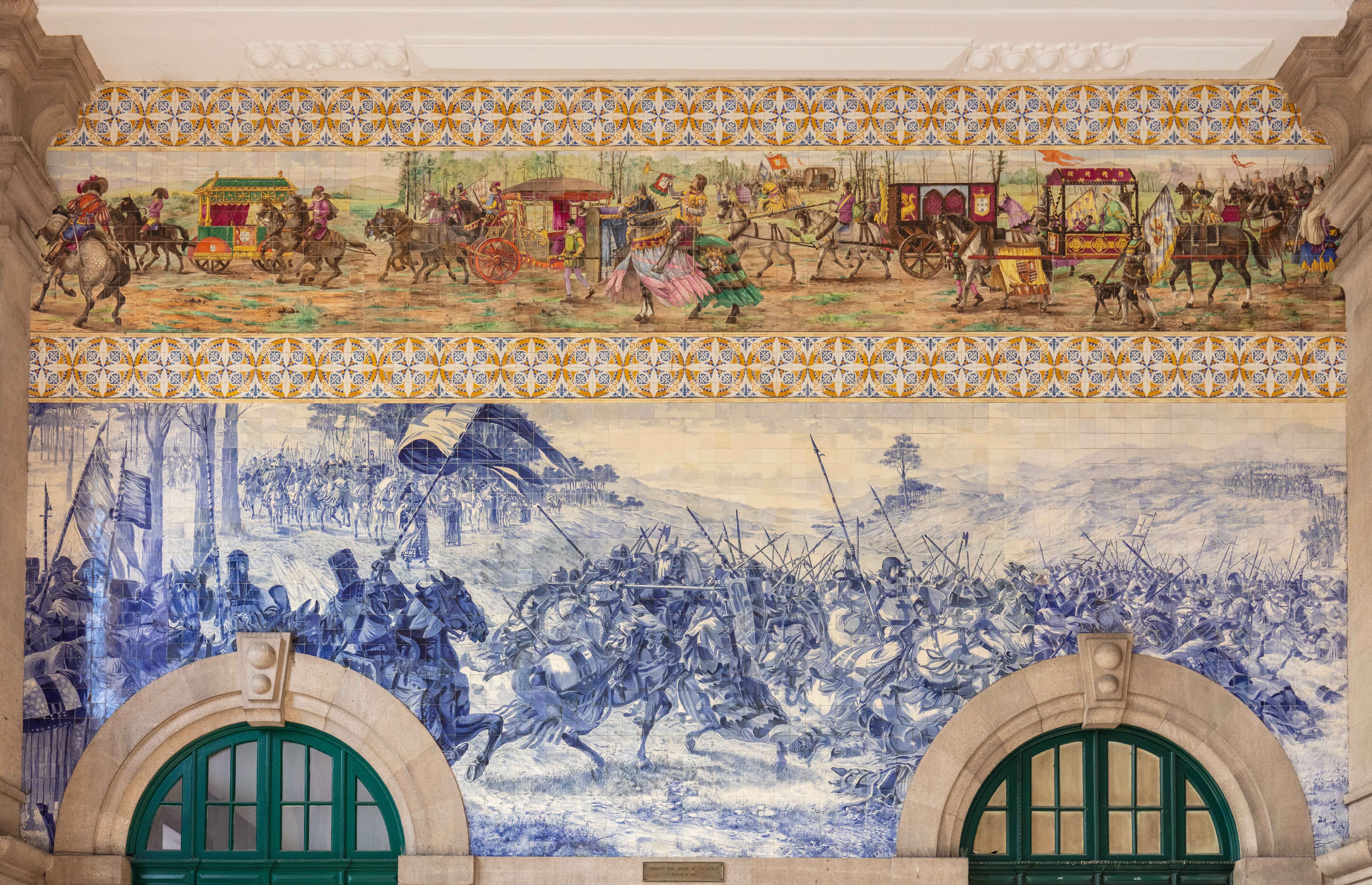
Стіна залізничної станції Сау Бенту, Порто
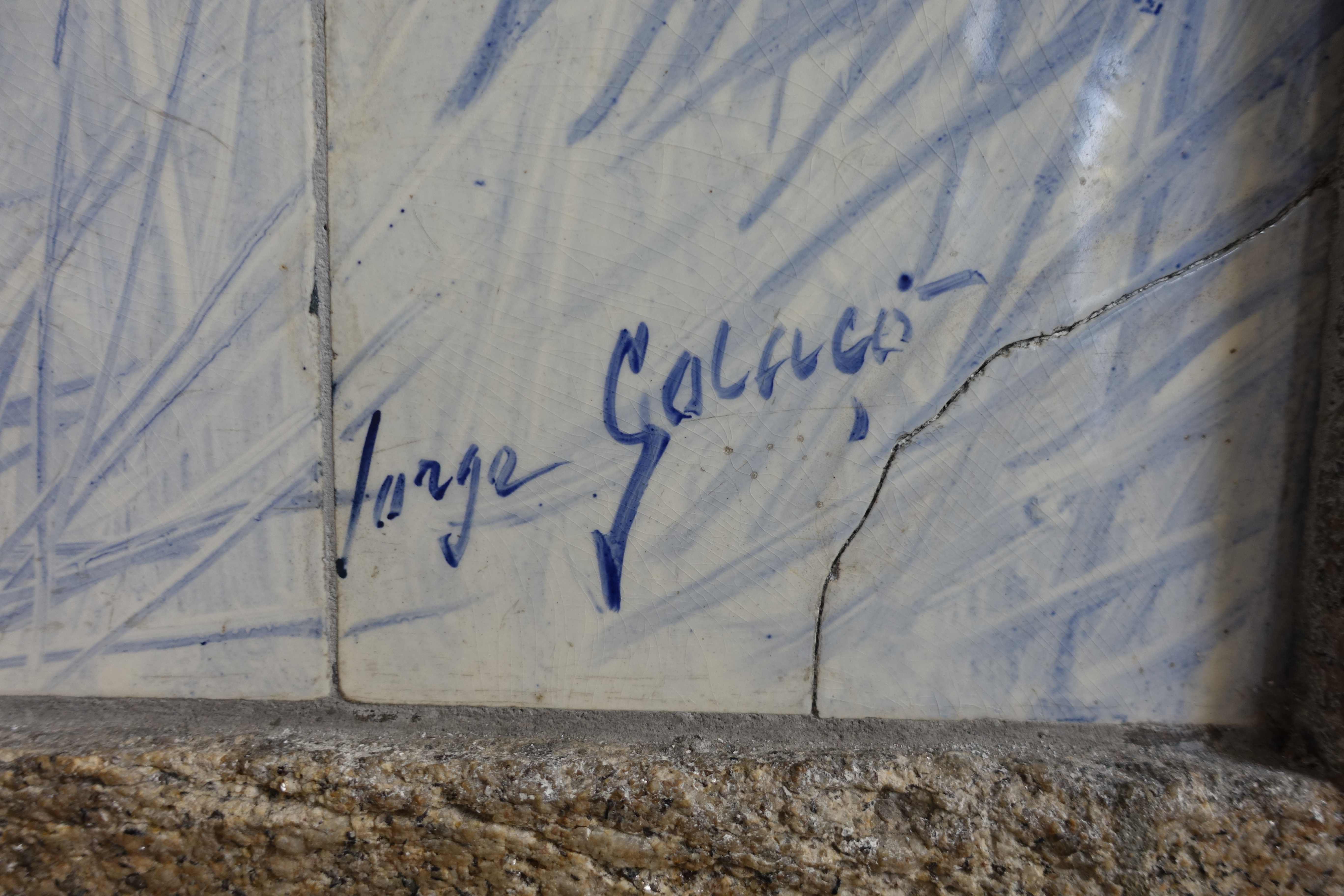
Підпис Жорже Колазу
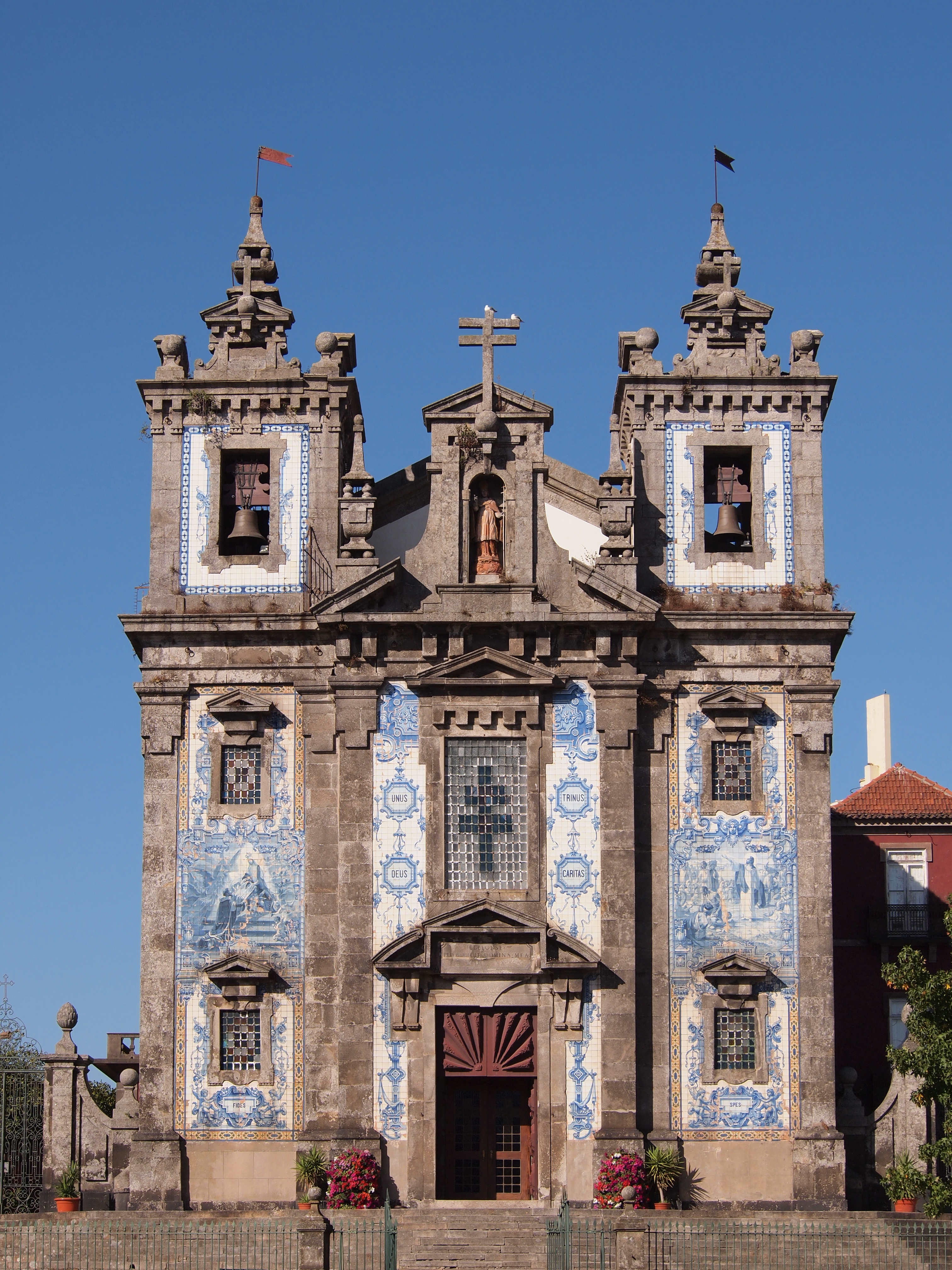
Фасад Церкви Святого Ільдефонсу, Порто